# Hadena laeta
Hadena laeta är en fjärilsart som beskrevs av J. Peter Maassen 1890. Hadena laeta ingår i släktet Hadena och familjen nattflyn. Inga underarter finns listade i Catalogue of Life.